# François Gagnepain
François Gagnepain, född 1866, död 1952, var en fransk botaniker.
Tillsammans med Achille Eugène Finet namngav han ett stort antal växtarter.
Karl Moritz Schumann uppkallade släktet Gagnepainia efter Gagnepain.
Auktorsnamnet Gagnep. kan användas för François Gagnepain i samband med ett vetenskapligt namn inom botaniken; se Wikipediaartiklar som länkar till auktorsnamnet.